# Mohamed Kallon
Mohamed Kallon (Kenema, 6. listopada 1979.), umirovljeni nogometaš i bivši nogometni reprezentativac Sijera Leonea.

## Karijera

### Igračka karijera
Igračku karijeru započinje u klubu Old Edwardians iz Freetowna. Godine 1995. prvi put dolazi u Europu, u švedski Spånga IS nakon čega potpisuje za milanski Inter. U četiri provedene godine (1995. – 1999.) u Interu nije zabilježio niti jedan prvenstveni nastup za klub, ali je bio poslan na četiri posudbe. Između 1999. i 2001. igra za talijansku Regginu i Vicenzu nakon čega se 2001. vraća u Inter. Do 2004. za Inter odigrava 44 utakmice uz 14 zgoditaka.
Od 2004. do 2007. je u Monacu koji ga šalje na posudbu u Ittihad FC. Posljednji europski klub bio mu je atenski AEK nakon čega igra u Ujedinjenim Arapskim Emiratima, Kini, Indiji i rodnom Sijera Leoneu. Igračku karijeru je okončao u klubu F.C. Kallon koji je u njegovom vlasništvu.

### Reprezentativna karijera
Za reprezentaciju Sijera Leonea odigrao je ukupno 35 utakmica uz 14 zgoditaka. Bio je član reprezentacije na Afričkom kupu nacija 1996. godine u Južnoafričkoj Republici.

## Vanjske poveznice
- Profil na transfermarkt.de